# Demilitarizované pásmo

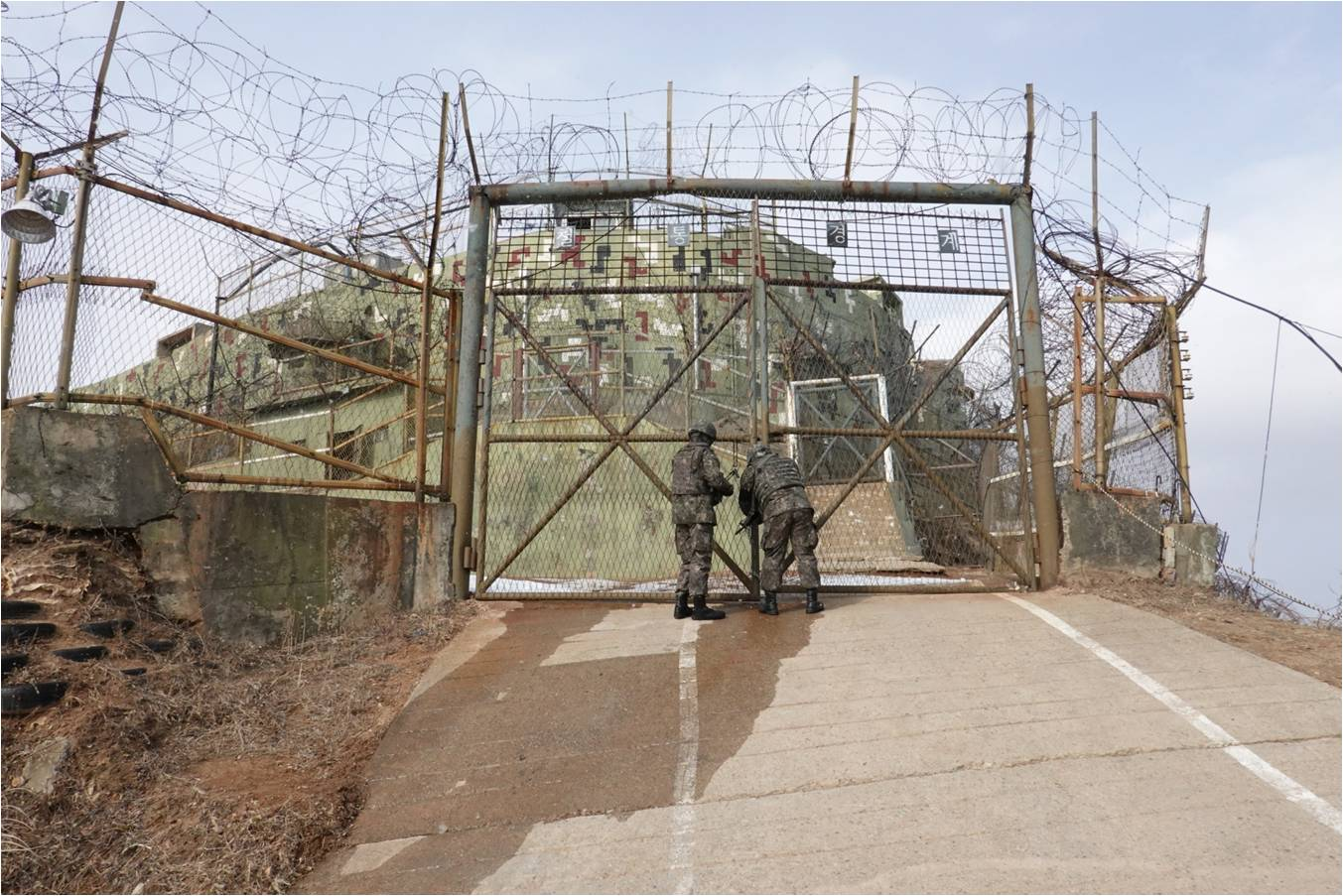
Vstup do demilitarizovaného pásma v oblasti Kosong, Jižní Korea

Demilitarizované pásmo (z latinského de- „od, z, pryč“ a militaris „vojenský“) je pásmo bez vojenské přítomnosti, tj. území, kde se nenacházejí vojenské jednotky, zbraně, vojenská technika, vojenská stanoviště apod. Bývá vytyčováno dohodou, například mezi dvěma státy, mezi kterými existuje vojenské napětí a které se obávají napadení (případně se obává jedna strana).

## Historie

### Demilitarizované pásmo mezi Německem a Francií
Bylo ustaveno po první světové válce Versailleskou smlouvou, jíž vítězné státy diktovaly poraženému Německu podmínky. Ve snaze zabránit Německu vyvolat další válku ustavily mezi Francií a Německem demilitarizované pásmo. Přesto ho před druhou světovou válkou Hitler obsadil armádou; západní mocnosti reagovaly jen slovními výtkami. Ustavení pásma tak svůj účel nesplnilo, Německo vyvolalo druhou světovou válku.

## Současnost

### Alandy
Podle rozhodnutí Společnosti národů z roku 1921 jsou Alandy demilitarizovanou součástí Finska.

### Antarktida
První článek Smlouvy o Antarktidě zakazuje veškeré vojenské aktivity na kontinentě.

### Demilitarizované pásmo mezi Severní a Jižní Koreou
Vzniklo po skončení Korejské války (1950–1953) na hranici mezi Severní Koreou (komunistický stát tíhnoucí k SSSR) a Jižní Koreou (demokratický stát tíhnoucí k USA). Vede podél 38. rovnoběžky. Dodnes je na obou stranách velice dobře zabezpečeno a střeženo armádami obou států. Mezi Severní Koreou a Jižní Koreou totiž stále panuje velké napětí.

### Sinajský poloostrov
Sinajský poloostrov je demilitarizované pásmo ustavené na základě dohody mezi Egyptem a Izraelem.

### Zelená linie na Kypru
Je Organizací spojených národů (OSN) spravované území mezi Kyperskou republikou a Severokyperskou tureckou republikou, které vzniklo v roce 1974 po turecké invazi na ostrov.